# Sökespor
Sökespor wurde 1954 als lokale Fußballmannschaft der Stadt Söke gegründet. In den Jahren 1986–1987 und 1989–1994 spielte der Verein in der zweithöchsten türkischen Spielklasse (TFF 1. Lig). Nach dem Abstieg in die 3. Liga folgte der Abstieg in die Aydin Süper Amatör Lig.

## Geschichte
In der Saison 2009/2010 steckte der Verein in einer finanziellen Krise und stieg als vorletzter in die Aydin 1. Amatör Lig ab.
Mit dem Beginn der neuen Spielzeit wurde Sebahattin İspirli als neuer Trainer angeheuert. Er führte die Mannschaft zum Aufstieg in die Aydin Süper Amatör Lig. In der Spielzeit 2011/2012 wurde Kerar Kolcu Trainer der Mannschaft. Man beendete die Saison auf dem 1. Platz und stieg somit in die Bölgesel Amatör Lig auf. Seit der Saison 2012/2013 spielt der Verein in der Bölgesel Amatör Lig.

## Ehemalige bekannte Spieler
- Anıl Taşdemir